# ایوت کوپر
ایوت کوپر (انگلیسی: Yvette Cooper؛ زادهٔ ۲۰ مارس ۱۹۶۹) سیاستمدار بریتانیایی است که از سال ۲۰۲۴ به عنوان وزیر‌ کشور بریتانیا خدمت می‌کند. وی‌پیشتر از سال ۲۰۲۱ و قبلاً از ۲۰۱۱ تا ۲۰۱۵ به عنوان وزیر کشور سایه حضور داشته‌است. او در کابینه گوردون براون به عنوان وزیر خزانه داری از ۲۰۰۸ تا ۲۰۰۹ و وزیر امور خارجه در امور کار و بازنشستگی از سال ۲۰۰۹ تا ۲۰۱۰ خدمت کرد. او که یکی از اعضای حزب کارگر است، از سال ۱۹۹۷ عضو پارلمان (MP) برای نورمنتون، پونتفرکت و کسلفورد، و قبلاً نیز نماینده پونتفرکت و کسلفورد بوده‌است.
کوپر یکی از ۱۰۱ نماینده زن حزب کارگر بود که در انتخابات عمومی سال ۱۹۹۷ انتخاب شد. از سال ۱۹۹۹ تا ۲۰۰۵ معاون پارلمانی وزیر امور خارجه در سه بخش زیر نظر نخست‌وزیر تونی بلر بود. او در سال ۲۰۰۵ به سمت وزیر دولت در امور مسکن و برنامه‌ریزی ارتقا یافت و زمانی که گوردون براون در سال ۲۰۰۷ نخست‌وزیر شد، در این سمت باقی ماند. او در سال ۲۰۰۸ به عنوان وزیر خزانه داری در کابینه براون منصوب شد و در سال ۲۰۰۹ به سمت وزیر امور خارجه کار و بازنشستگی ارتقا یافت. پس از شکست حزب کارگر در انتخابات سراسری بریتانیا (۲۰۱۰)، کوپر از سال ۲۰۱۰ تا ۲۰۱۱ در کابینه سایه اد میلیبند به عنوان وزیر امور خارجه در سایه خدمت کرد. در سال ۲۰۱۱، همسرش اد بالز به سمت وزیر خزانه داری در سایه ارتقاء یافت.
در ۱۳ می ۲۰۱۵، کوپر اعلام کرد که پس از استعفای میلیبند، برای رهبری حزب کارگر در انتخابات رهبری شرکت خواهد کرد. کوپر در دور اول با شکست مقابل جرمی کوربین با ۱۷ درصد آرا سوم شد. کوپر متعاقباً در سپتامبر ۲۰۱۵ از سمت وزیر کشور سایه استعفا داد و از سال ۲۰۱۶ تا ۲۰۲۱ رئیس کمیته منتخب امور داخلی بود کوپر به عنوان پشتیبان، بارها به دنبال تمدید ماده ۵۰ برای به تأخیر انداختن برگزیت بود. او مجدداً در تغییر سازمان کی‌یر استارمر در نوامبر ۲۰۲۱ وزیر کشور سایه شد.

## زندگی و تحصیلات
کوپر در ۲۰ مارس ۱۹۶۹ در اینورنس، اسکاتلند به دنیا آمد. پدر او تونی کوپر، دبیرکل سابق اتحادیه کارگری پرسپکت، مدیر غیراجرایی سابق سازمان انحلال هسته ای و رئیس سابق انجمن صنعت هسته ای بریتانیا است. او همچنین مشاور دولت در هیئت مشاوران انرژی بود و مادرش جون معلم ریاضی بود.
او در مدرسه اگگار، یک مدرسه جامع در هالیبورن، و کالج آلتون، هر دو در آلتون، همپشر تحصیل کرد. او فلسفه، سیاست و اقتصاد را در کالج بالیول، آکسفورد خواند و با درجه ممتاز فارغ‌التحصیل شد. او در سال ۱۹۹۱ برای تحصیل در دانشگاه هاروارد بورسیه کندی دریافت کرد و تحصیلات تکمیلی خود را با مدرک کارشناسی ارشد اقتصاد در دانشکده اقتصاد لندن به پایان رساند.

## حرفه
کوپر کار خود را به عنوان محقق سیاست اقتصادی برای صدراعظم سایه جان اسمیت در سال ۱۹۹۰ آغاز کرد و سپس در آرکانزاس برای بیل کلینتون، نامزد حزب دموکرات برای ریاست جمهوری ایالات متحده، در سال ۱۹۹۲ کار کرد. بعداً در همان سال، او مشاور سیاستی هریت هارمن، وزیر ارشد سایه خزانه‌داری آمریکا شد.
کوپر در سن ۲۴ سالگی به سندرم خستگی مزمن مبتلا شد که بهبودی او یک سال طول کشید. در سال ۱۹۹۴ او به عنوان همکار پژوهشی در مرکز عملکرد اقتصادی نقل مکان کرد. در سال ۱۹۹۵، او خبرنگار اقتصادی ارشد ایندیپندنت شد و تا انتخابش به مجلس عوام در سال ۱۹۹۷ در این سمت مشغول به فعالیت بود.

## سیاست
کوپر برای رقابت در کرسی حزب کارگر پونتفرکت و کسلفورد در انتخابات عمومی سال ۱۹۹۷ انتخاب شد، پس از اینکه جفری لافت هاوس معاون رئیس مجلس بازنشستگی خود را اعلام کرد. او کرسی حزب کارگر را با اکثریت ۲۵۷۲۵ رای حفظ کرد و اولین سخنرانی خود را در ۲ ژوئیه ۱۹۹۷ در مجلس عوام ایراد کرد و در مورد مبارزه حوزه انتخابیه خود با بیکاری صحبت کرد. او به مدت دو سال در کمیته منتخب آموزش و استخدام خدمت کرد.

## زندگی شخصی
کوپر در ۱۰ ژانویه ۱۹۹۸ در ایست‌بورن با اد بالز ازدواج کرد. شوهر او وزیر اقتصاد خزانه داری در دولت تونی بلر و وزیر امور خارجه در امور کودکان، مدارس و خانواده‌ها در دوران گوردون براون بود، سپس در وزیر خزانه داری سایه و نامزد انتخابات رهبری حزب کارگر در سال ۲۰۱۰ بود. این زوج دو دختر و یک پسر دارند.